# Arp 194
Arp 194 (UGC 6945) est un système de galaxies en interaction relativement éloigné, situé dans la constellation de la Grande Ourse. Sa vitesse par rapport au fond diffus cosmologique est de 10 700 ± 38 km/s, ce qui correspond à une distance de Hubble de 157,8 ± 11,1 Mpc (∼515 millions d'al).
Note : Les valeurs présentes dans l'encadré ci-contre à droite, correspondent à celles pour la galaxie principale du groupe, soit la galaxie spirale située au nord (voir ci-dessous).

## Caractéristiques
Arp 194 se compose de trois galaxies qui présentent des signes évidents d'interaction gravitationnelle. Le système se compose de deux parties distinctes : une partie nord, composée d'une galaxie spirale à l'aspect déchiqueté et dans laquelle apparaît ce qui semble être une seconde galaxie plus petite ; et une partie sud, composée d'une galaxie spirale plus isolée. Ces deux régions sont reliées par une chaîne de nœuds brillants et bleutés, abritant plusieurs amas d'étoiles. La chaîne s'étire sur environ 100 000 années-lumière, soit une taille comparable à celle de notre propre galaxie, la Voie lactée (pour son estimation la plus basse).
Les galaxies spirales nord et sud sont mentionnées sur la bases de données HyperLeda comme étant PGC 37639 et PGC 101374. Selon la base de données Simbad, la galaxie sud est une radiogalaxie.
Le système figure dans l'atlas des galaxies particulières d'Halton Arp sous la cote Arp 194, avec la note suivante : « Matériau extérieur relié par un mince filament à un noyau très dur ». Les mentions « noyau très dur » et « matériau extérieur » font respectivement référence à la galaxie nord et à la galaxie sud (Arp ne sachant probablement pas de ce qu'il pensait être des matériaux éjectés était en fait une galaxie à part entière).

### Interactions complexes
Les avis diffèrent selon les sources quant au déroulement des interactions gravitationnelles entre les différents membres du groupe :
Selon une étude publiée en 2003, Arp 194 résulterait de la collision entre la galaxies spirale nord et celle du sud. La chaîne stellaire serait issue de matériaux éjectés de la galaxie nord lors du passage de la galaxie sud dans celle-ci. Dans ce scénario, les deux galaxies se seraient croisées il y a environ une centaine de millions d'années. L'étude doute sur le rôle de la troisième galaxie du système, s'il s'agit d'une galaxie en arrière-plan ou bien d'une galaxie interagissant avec la galaxie nord.
Selon les équipes du télescope spatial Hubble, ce dernier ayant observé le système en 2009, Arp 194 résulte de la collision entre la galaxie spirale nord et la troisième galaxie du système (précédemment mentionnée). Selon eux, la chaîne stellaire issue de la collision passerait, depuis notre point de vue, devant la galaxie sud, cette dernière étant plus éloignée.